# 吉长道
吉长道，中华民国初期设置的道。

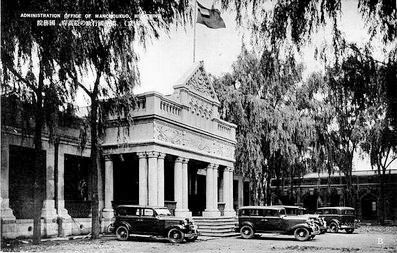
吉长道尹公署旧址

1914年6月由西南路道改置吉长道，治长春县（今吉林省长春市），属吉林省。辖境约当今吉林省舒兰市、吉林市、永吉县、桦甸市、靖宇县等市县以西，前郭尔罗斯蒙古族自治县至德惠市三台镇段、九台段松花江以南，长春市、长岭县、农安县、伊通县、磐石市等市县以北地区。1929年初废。